# マスク2
『マスク2』（原題：Son of the Mask）は、2005年製作のアメリカ映画。1994年のジム・キャリー主演の『マスク』の続編である。
ギャガ提供・配給/東映配給協力。

## あらすじ
アニメ作家志望のティムはある日、愛犬オーティスの拾ってきたマスクを付けハイテンションなグリーンマン、マスク・ティムに変身する。全く盛上がらなかったパーティにて、減らず口に摩訶不思議なコスプレやダンスや歌を展開し、会社の仮装パーティを大いに盛り上げたあとにそのまま家に飛んで帰り、妻トーニャと情熱的な一夜を交わし、9か月後にマスクの子としてアルビーが誕生する。
子育てや仕事のスクラップに苦戦するなか、本来のマスクの持ち主、最高神オーディンの末っ子「災いの神ロキ」が現れマスクの引き換えにと息子アルビーを連れ去ってしまった。
ティムは仕事から帰って来たトーニャとオーティスと共に再びマスク・ティムに変身してアルビーの救出に向かう。

## 登場人物
ティム・エイブリー/ティム・マスク
演 - ジェイミー・ケネディ
本作の主人公。アニメ制作会社に務めており、アニメ作家志望。会社が主催するハロウィンパーティーで愛犬オーティスが川で拾ってきたマスクを被ってティム・マスクに変身する。
パーティから帰った後にトーニャと情熱的な一夜を迎えたが、この時マスクをつけたままであったため、子供にマスクの遺伝子が引き継がれ、魔力が移ってしまい、仕事と育児を繰り返す中マスクの魔力を利用するアルビーにいじめられるが、ロキと出会い、マスクの魔力を所持していることに気付かされる。
ロキ
演 - アラン・カミング
災いの神。父・オーディンからの命令でマスクとマスクの力を持って生まれた「マスクの子」を探すことになる。父から雷神の兄・トールと比較されることに強いコンプレックスを抱いていた。アース神族の中で唯一変身能力を持っている。
トーニャ・エイブリー
演 - トレイラー・ハワード
ティムの妻。アパレル会社の取締役。ティムからプレゼントされたパラパラアニメを大事にしている。
子供を欲しがっているものの、ティムが仕事で一花咲かせたい思いもあって、それ以上の関係に進まなかったが、マスクを被ったティムと情熱的な一夜を迎えて念願の子供を授かり、アルビーを出産。隣家のおばさん同様、アルビーがマスクの魔力を所持していることに気づいておらず、仕事の出張のために留守になってしまうも、終盤でマスクやアルビーの秘密を知ることになる。ラストでは第二子を妊娠している。
アルビー・エイブリー
演 - リアム&ライアン・ファルコナー（声：モナ・マーシャル）
ティムとトーニャの間に生まれた男の子。作中で唯一マスクなしでスーパーパワーが使える。7月27日生まれ。
父であるティムから仕事の邪魔者のように扱われ、かまってほしいがためにスーパーパワーを利用して彼にあらゆる悪戯をしかける。終盤では「いい加減な教育をした自分を許してほしい」とティムに諭され和解した。

オーティス
演 - ベアー（声：リチャード・ホーヴィッツ）
ティムの愛犬。性別はオス。近所に住むメス犬のビーナスがお気に入りで、彼女とは相思相愛。
アルビーが生まれてから家族にないがしろにされてしまい、構ってもらえなくなった寂しさもあり、自身もマスクを被って変身し、アルビーを陥れようと企むがことごとく失敗する。最終的にはティムの説得もあって、和解した。
オーディン
演 - ボブ・ホスキンス
アース神族の最高神で、ロキの父親。ロキをはじめとする息子達よりも強力な力の持ち主で、他者の体に乗り移り、そのまま能力を使うこともできる。
一族の落ちこぼれであるロキには厳しく、ことある毎にロキと優秀な兄を比較し、ロキの話を聞こうとしないことも多い。マスクと「マスクの子」を探すよう命じて常に彼を監視している。
物語終盤にて、ロキと喧嘩しかけていた所をティムに説得、諭されたことで漸くロキと和解し、マスクを返して貰うと同時にロキと共に帰って行った。

## キャスト
| 役名                 | 俳優                                                   | 日本語吹替 | 日本語吹替   |
| 役名                 | 俳優                                                   | 劇場公開版 | 日本テレビ版 |
| -------------------- | ------------------------------------------------------ | ---------- | ------------ |
| ティム・エイブリー   | ジェイミー・ケネディ                                   | 田中直樹   | 東地宏樹     |
| ロキ                 | アラン・カミング                                       | 遠藤章造   | 森川智之     |
| トーニャ・エイブリー | トレイラー・ハワード                                   | ベッキー   | 水町レイコ   |
| アルビー・エイブリー | リアム&ライアン・ファルコナー （声：モナ・マーシャル） | 金田朋子   | うえだ星子   |
| オーティス           | ベアー （声：リチャード・ホーヴィッツ）                | 高木渉     | 高木渉       |
| ダニエル・モス       | スティーヴン・ライト                                   | 岩崎ひろし | 岩崎ひろし   |
| ジョージ             | カル・ペン                                             | 多田野曜平 | 島田敏       |
| ニューマン博士       | ベン・スタイン                                         | 滝口順平   | 佐々木梅治   |
| オーディン           | ボブ・ホスキンス                                       | 内海賢二   | 西村知道     |

- 劇場公開版：VHS・DVD収録
  - 初回放送2008年2月11日『月曜ゴールデン』
- 日本テレビ版：初回放送2009年4月24日『金曜ロードショー』

## スタッフ
- 監督 - ローレンス・グーターマン
- 脚本 - ランス・ガゼイ
- 製作 - エリカ・ハギンズ、スコット・クルーフ
- 音楽 - ランディ・エデルマン
- 視覚効果 - ILM、ティペット・スタジオ

## 地上波放送履歴
| 回数  | テレビ局   | 番組名             | 放送日         | 吹替版       |
| ----- | ---------- | ------------------ | -------------- | ------------ |
| 初回  | TBS        | 月曜ゴールデン     | 2008年2月11日  | 劇場公開版   |
| 2回目 | 日本テレビ | 金曜ロードショー   | 2009年4月24日  | 日本テレビ版 |
| 3回目 | テレビ東京 | 午後のロードショー | 2012年12月19日 | 劇場公開版   |
| 4回目 | テレビ東京 | 午後のロードショー | 2014年7月30日  | 劇場公開版   |
| 5回目 | テレビ東京 | 新春ロードショー   | 2018年1月2日   | 日本テレビ版 |
| 6回目 | テレビ東京 | サタ☆シネ          | 2019年10月12日 | 日本テレビ版 |

## 評価
1994年製作の『マスク』の続編とはうたっているが、キャストが一新されストーリーにも前作との関連性はあまりみられない。本国アメリカを含め、ヒットしたとは言いがたいものだった（日本では7週連続トップ10入りした）。全体的に酷評が多く、ゴールデンラズベリー賞（ラジー賞）の最低続編賞を受賞している。

## 前作との関連性
- 物語冒頭でロキがマスクを探しに美術館を訪れている街が、前作の舞台であるエッジシティ。
- 前作のラストで主人公のスタンリー・イプキスがヒロインのティナと共にマスクを川に捨てて終わっており、本作ではオーティスが川で拾ってきている。

## 余談
- 日本語版主題歌にはタッキー&翼の『仮面』が使用されているが、権利問題から映像ソフトには収録されていない。
- 冒頭に流れる、「GAGA=HUMAX」のロゴマークCGアニメは、本作で見納めとなった（『Shall We Dance?』以降2009年までは「GAGA・USEN」、現在は「GAGA★」のロゴとなっている）。